# Evelyn Glennie
Dame Evelyn Glennie (ur. 19 lipca 1965 w Aberdeen) – szkocka perkusjonistka, wykonawczyni muzyki poważnej.
Niesłysząca od dwunastego roku życia. Niepełnosprawność nie przeszkadza jej w występach koncertowych oraz nagraniach, zdobyła m.in. nagrodę Grammy za nagranie Sonaty na dwa fortepiany i perkusję Bartóka. Została także uhonorowana kilkunastoma doktoratami honorowymi muzycznych uczelni brytyjskich oraz Orderem Imperium Brytyjskiego (1993). Odznaczona Orderem Towarzyszy Honoru (2017). Laureatka Nagrody Fundacji Muzycznej Léonie Sonning (2023).